# Marianín
Marianín (do roku 1923 Mariánov, německy Mariendorf) je osada, součást obce Lipovec v okrese Blansko v severní části Jihomoravského kraje.

## Historie
Osada Marianín byla založena díky parcelaci panských pozemků v roce 1811 na místě samoty a panské hájenky vzdálené asi 2,5 km od Lipovce. V současné době je zde registrováno 28 domů.

## Galerie

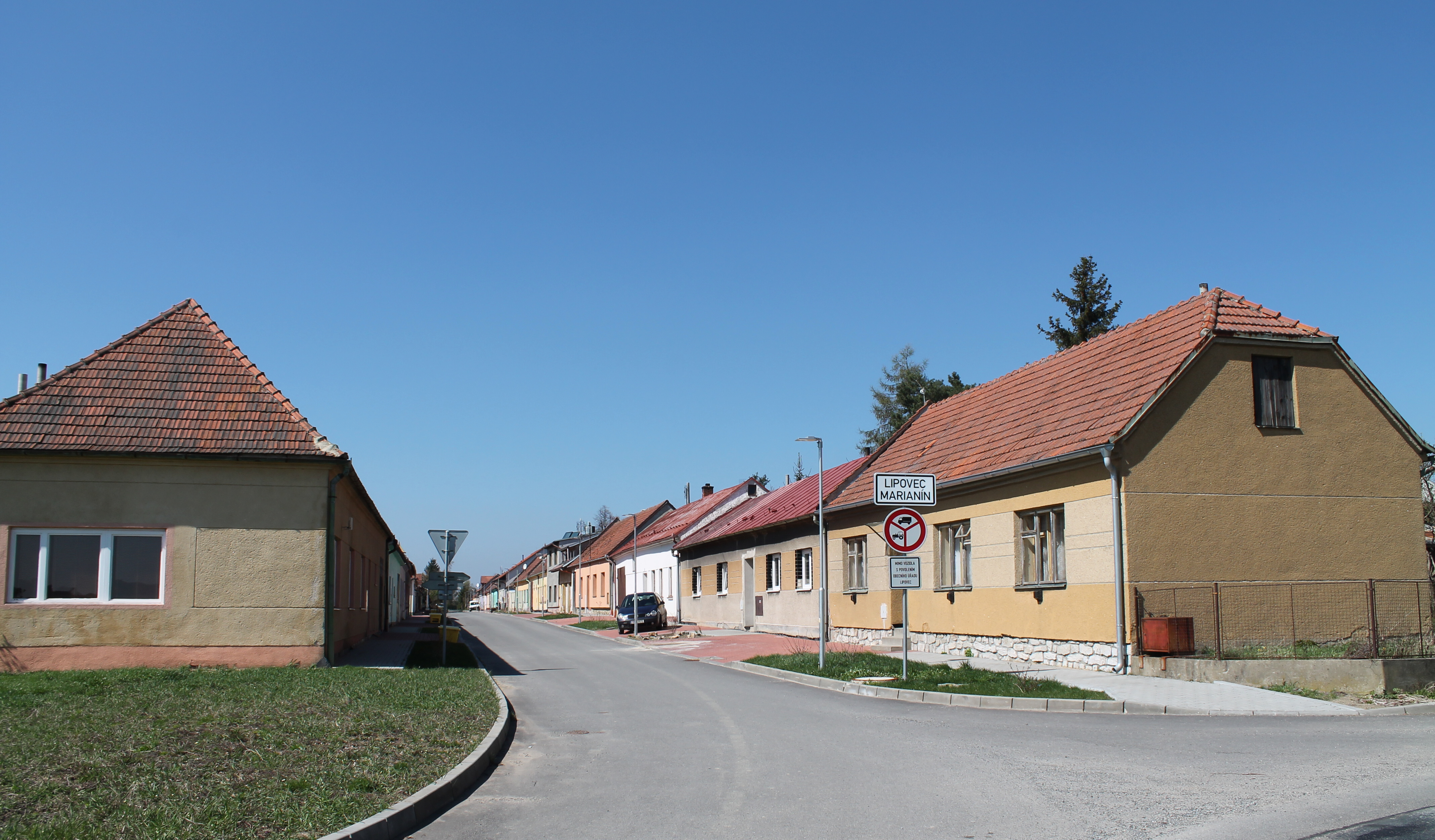
Pohled do Marianína
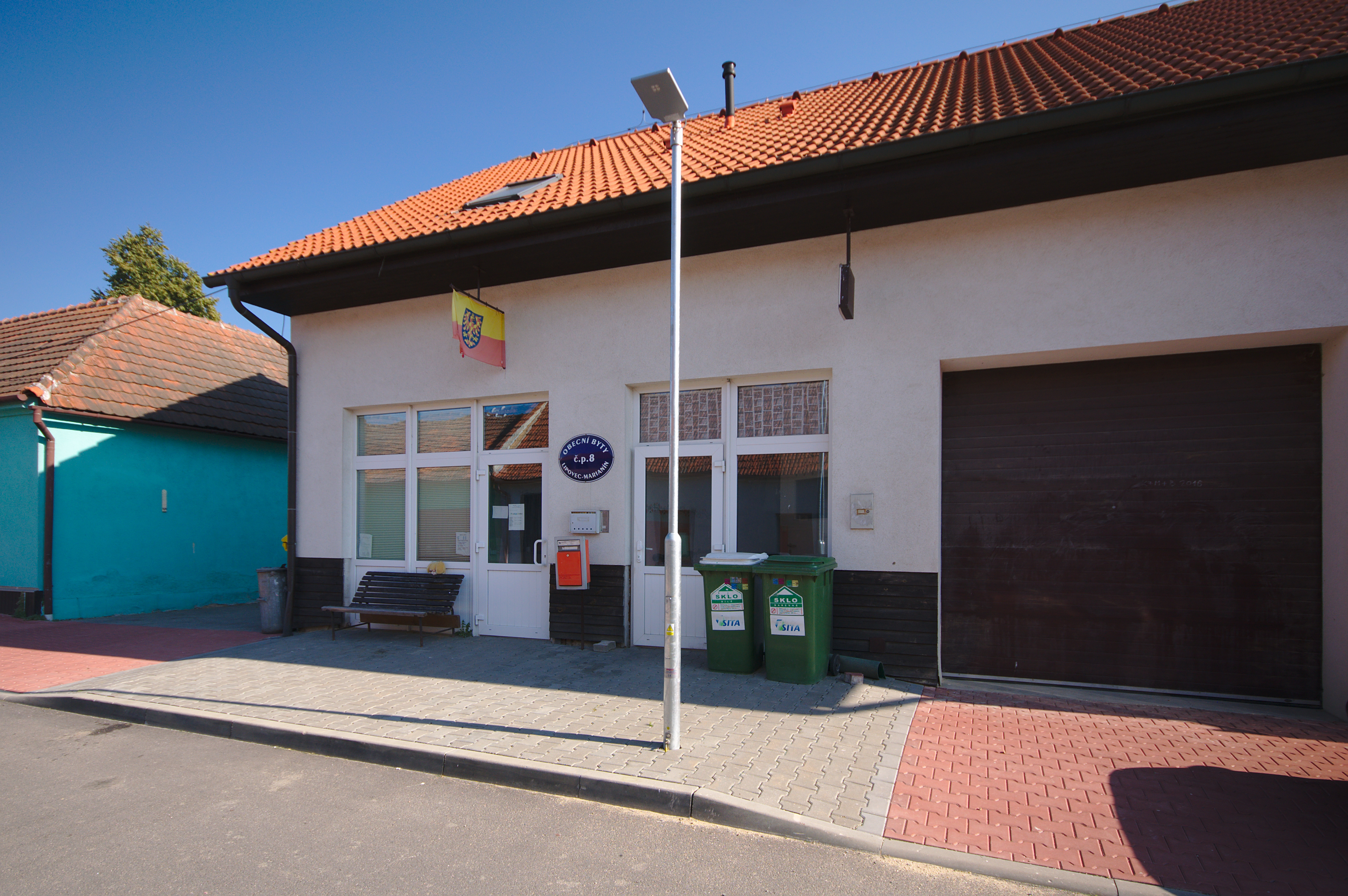
Dům s obecními byty a prodejnou
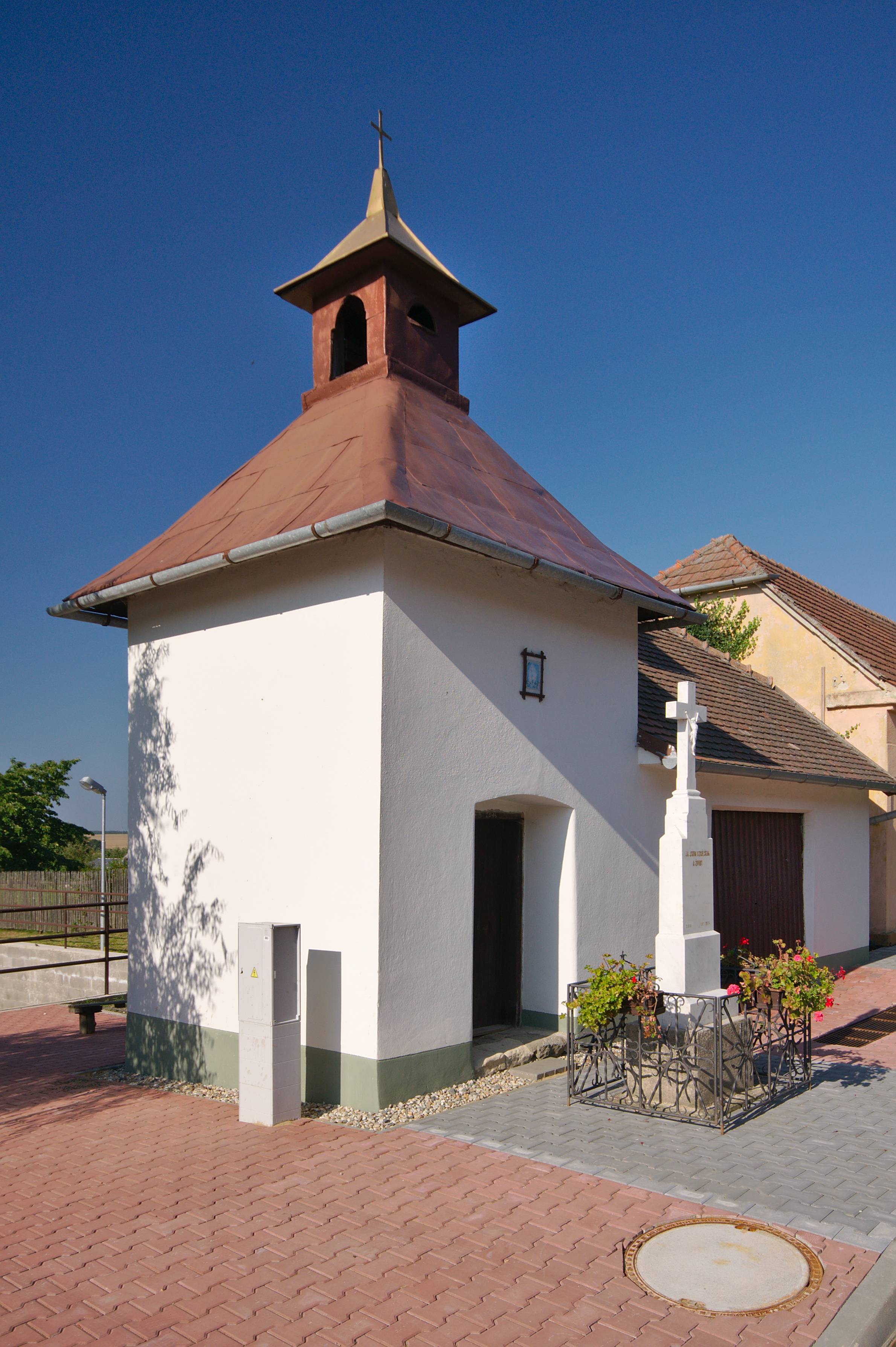
Zvonička v Marianíně
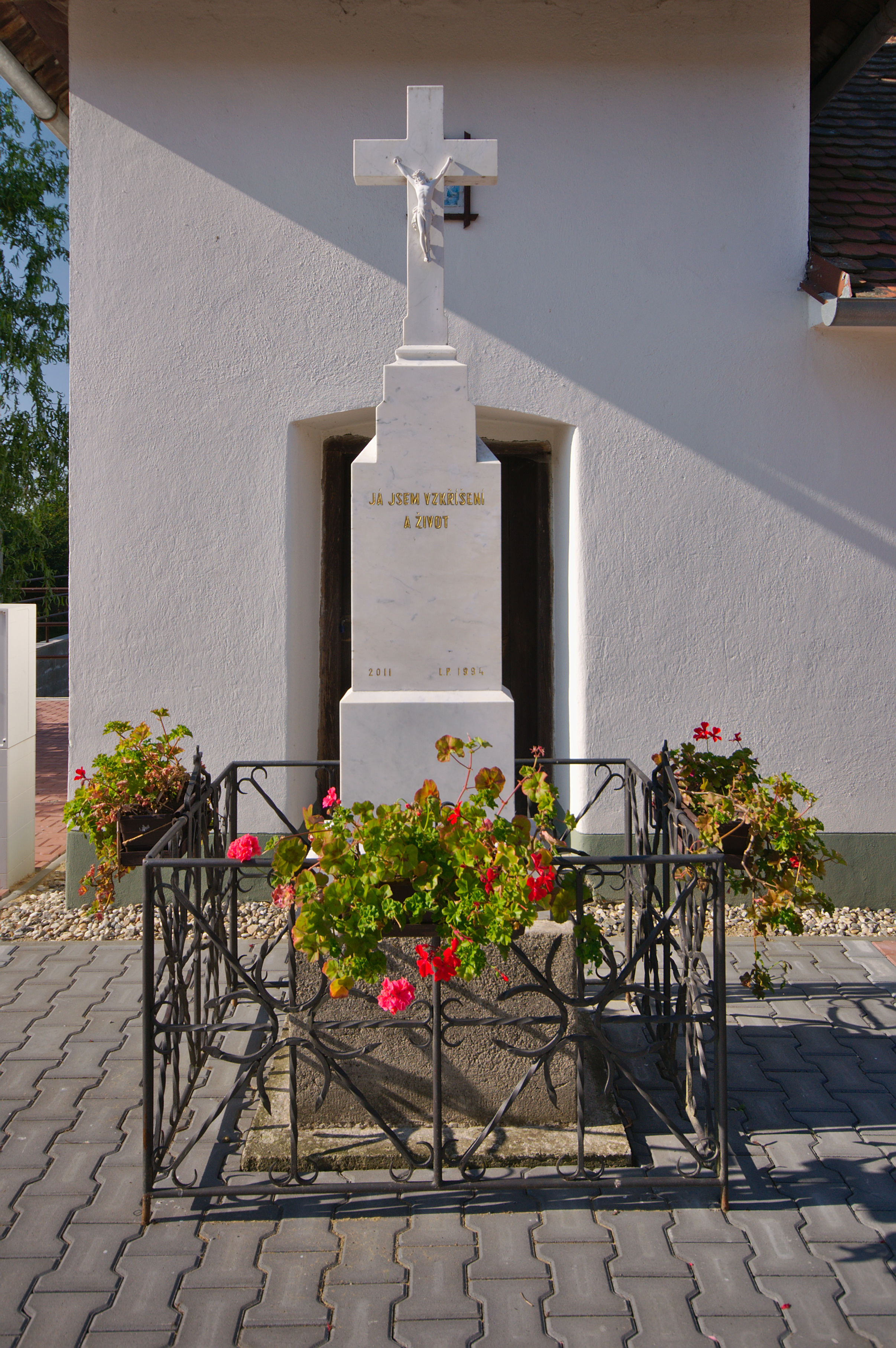
Kříž před zvoničkou
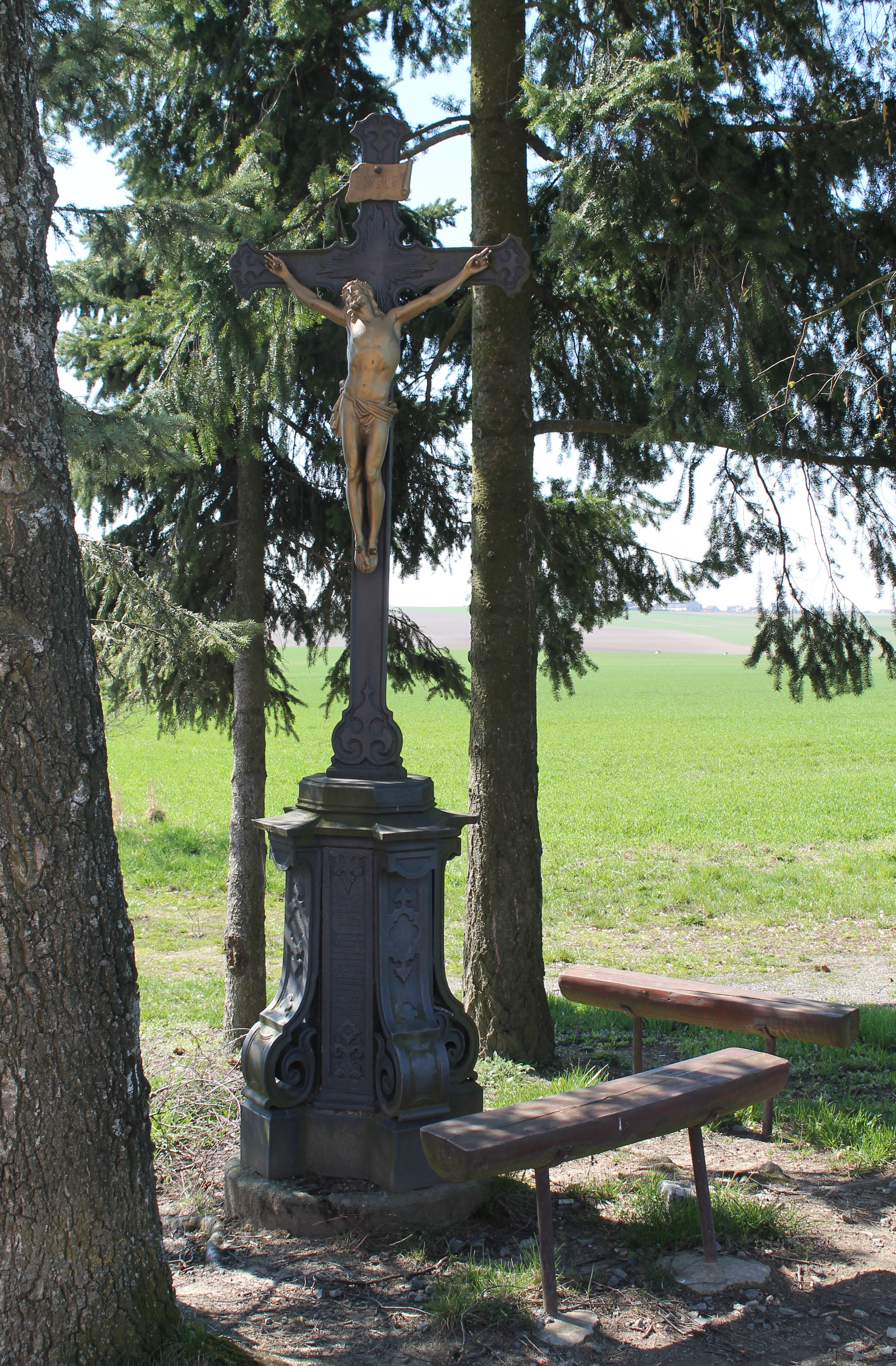
Kříž u silnice
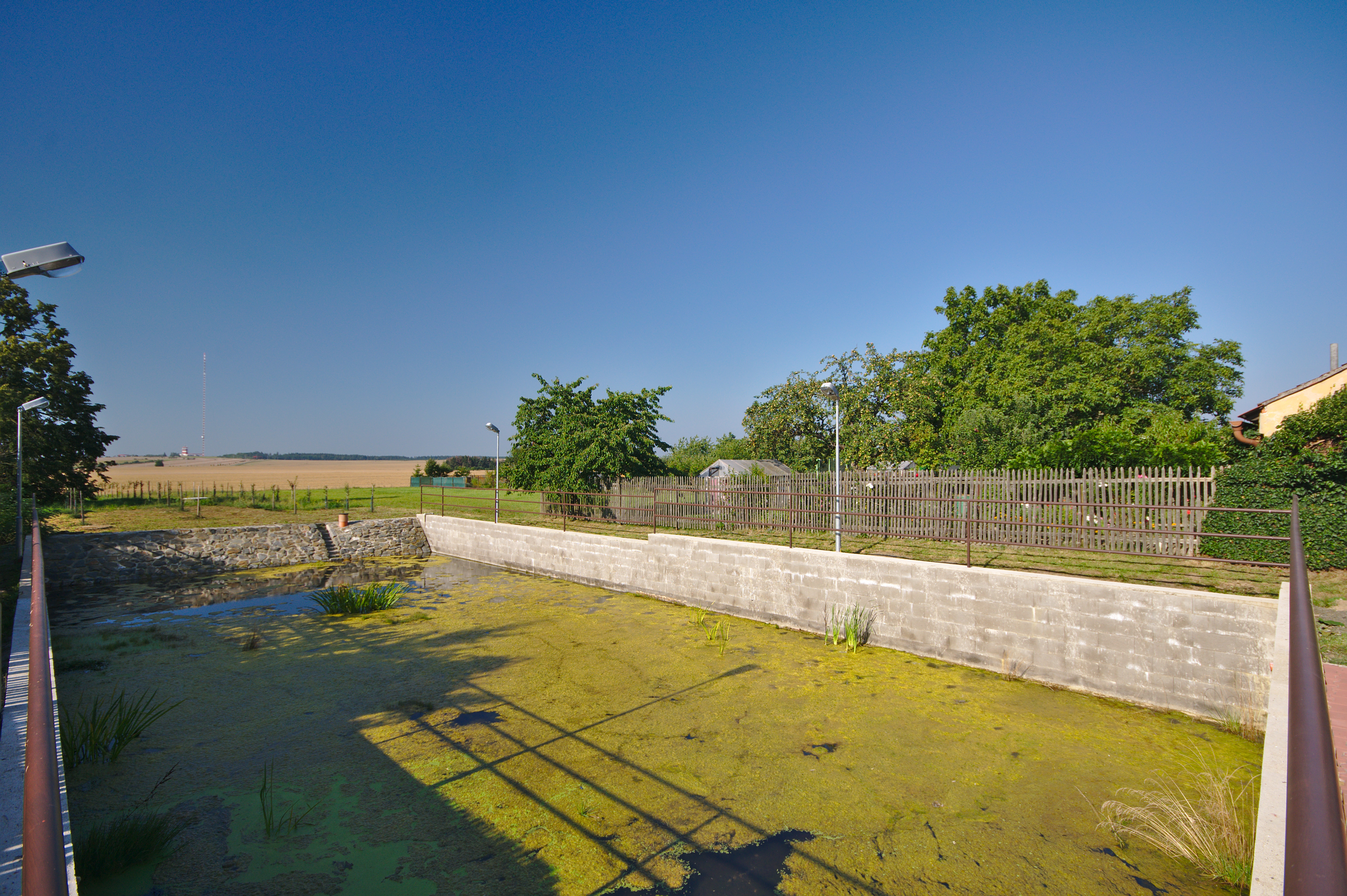
Požární nádrž